# Satan Junior
Satan Junior er en amerikansk stumfilm fra 1919 af Herbert Blaché og John H. Collins.

## Medvirkende
- Viola Dana som Diana Ardway
- Milton Sills som Paul Worden
- Lila Leslie som Marjorie Sinclair
- Frank Currier som Nathaniel Ardway
- Lloyd Hughes som Tad Worden